# Вілла «Сфінкс»
Вілла «Сфінкс» — маєток, пам'ятка архітектури місцевого значення у Євпаторії. Двоповерховий фасад виходить на вулицю Дувановську, навпроти колишнього санаторію Н. Д. Лосєва, нині санаторій «Приморський». Вілла була побудована у 1911 році, належить юридичній фірмі.

## Архітектура
Ім'я архітектора не має документальних джерел, але будова вілли приписується П. Я. Сеферову. Будинок є архітектурною домінантою вулиці Дувановської. Фасад — розкрепований ордер. Кут скошений і оформлений у вигляді еркера. Завершується чотиригранним конусом даху. Вирізняються пілястри. Другий поверх утворює іонійський ордер.
Свою назву вілла отримала через трьох каріатид-сфінксів. Центральний підтримує фронтон з акротеріями, решта закінчуються парапетами. Фриз архітраву декорований пальметами. Знизу — доричні колони. Усередині вілли є тераса. Вона крита і також прикрашена колонами.
Будівля асиметрична у своєму об'ємі і плані, виконана у стилі «неогрек» та «неостилізований модерн». Фасад на вулиці Санаторській — одноповерховий. Простір між віллою та прилеглим будинком огороджений металевим парканом.